# NGC 2564
NGC 2564 је елиптична галаксија у сазвежђу Крма која се налази на NGC листи објеката дубоког неба.
Деклинација објекта је - 21° 48' 58" а ректасцензија 8h 18m 30,0s. Привидна величина (магнитуда) објекта NGC 2564 износи 12,5 а фотографска магнитуда 13,5. NGC 2564 је још познат и под ознакама ESO 562-1, NPM1G -21.0210, CGMW 2-3167, PGC 23290.